# Малиновский сельсовет (Тамбовская область)
Малиновский сельсовет — сельское поселение в Тамбовском районе Тамбовской области Российской Федерации.
Административный центр — село Малиновка.

## История
Статус и границы сельского поселения установлены Законом Тамбовской области от 17 сентября 2004 года № 232-З «Об установлении границ и определении места нахождения представительных органов муниципальных образований в Тамбовской области».

## Население
| 2010  | 2012  | 2013  | 2014  | 2015  | 2016  | 2017  |
| ----- | ----- | ----- | ----- | ----- | ----- | ----- |
| 1685  | ↗1688 | ↘1657 | ↘1626 | ↘1599 | ↘1567 | ↘1515 |
| 2018  | 2019  | 2020  | 2021  |       |       |       |
| ↘1491 | ↘1447 | ↗1460 | ↗1709 |       |       |       |

## Состав сельского поселения
| № | Населённый пункт            | Тип населённого пункта       | Население |
| - | --------------------------- | ---------------------------- | --------- |
| 1 | Гидроузел                   | посёлок                      | 0         |
| 2 | Голдымское лесничество      | посёлок                      | ↘59       |
| 3 | Голдымское торфопредприятие | посёлок                      | ↗126      |
| 4 | Малиновка                   | село, административный центр | ↘905      |
| 5 | Троицкая Дубрава            | село                         | ↘595      |

## Археология
В окрестностях Троицкой Дубравы нашли предметы эпохи неолита, постройки эпохи бронзы, свидетельства пребывания ранних славян в V—VII веках, двор монастырского крестьянина XVIII века.